# 伊號第四十二潛艦
| 艦歷       | 艦歷                                                             |
| ---------- | ---------------------------------------------------------------- |
| 开工       | 1942年3月18日                                                    |
| 下水       | 1942年11月10日                                                   |
| 竣工:      | 1943年11月3日                                                    |
| 之后:      | 1944年3月23日战沉                                                |
| 除籍:      | 1944年4月30日                                                    |
| 性能諸元   |                                                                  |
| 排水量:    | 标准排水量：2,230吨（水上）／3,700吨（水中） 常规排水量：2,624吨 |
| 全長:      | 108.7m                                                           |
| 全幅:      | 9.3m                                                             |
| 吃水:      | 5.2m                                                             |
| 機関:      | 艦本式一号十型複動柴油引擎×2（2軸、水上11,000HP、水中2,000HP）   |
| 最大速:    | 23.5节（水上）／8节（水中）                                      |
| 航続距離： | 16节で14,000海里（水上）／3节96海里（水中）                      |
| 兵員:      | 約94名                                                           |
| 兵装:      | 40口径14cm单装砲1基 25mm单装机枪1具 6具53cm魚雷发射管 魚雷17枚   |

伊第42潜水艦（いごうだいよんじゅうにせんすいかん）是大日本帝国海軍伊四〇型潜水舰的3号艦。

## 舰历
- 1939年 昭和14年度計画中计划。
- 1943年7月27日 小川綱嘉中佐、艤装員長着任。
  - 11月3日 在吴海军工廠竣工，船籍编入横須賀鎮守府，艦長小川綱嘉中佐着任。
- 1944年1月1日 同伊43、伊52、伊183、伊184、吕40、吕41、吕43、吕113、吕114以及吕115一同被编入第七潜水队第十一潜水中队（？）
  - 1月31日 编入第6艦隊第15潜水隊。
  - 2月12日 从横須賀出港前往楚克东北从事搜救行动的任务。
  - 2月20日 抵达任务指定地点
  - 3月3日 抵达塞班岛
  - 3月4日 离开塞班岛前往楚克
  - 3月7日 到达楚克
  - 3月15日 离开楚克，对帕劳进行补给任务
  - 3月19日 抵达帕劳。搭载上货物和人员
  - 3月23日 从帕劳出港前往拉包尔。遭到美国海軍潜水艦タニー鱼雷攻击而沉没。
  - 4月27日 推测丧失于阿德默勒尔蒂群岛以北
  - 4月30日 除籍。

## 歴代艦長

### 艤装員長
1. 小川綱嘉 中佐：1943年7月27日 -

### 艦長
1. 小川綱嘉 中佐：1943年11月3日 - 1944年3月23日戦死